# اینگلیش گاردنر
اینگلیش گاردنر (انگلیسی: English Gardner؛ زادهٔ ۲۲ آوریل ۱۹۹۲) یک دونده، و ورزشکار دو و میدانی اهل ایالات متحده آمریکا است.
وی برنده مدال طلا بازی‌های المپیک تابستانی ۲۰۱۶ می‌باشد.